# Fractal

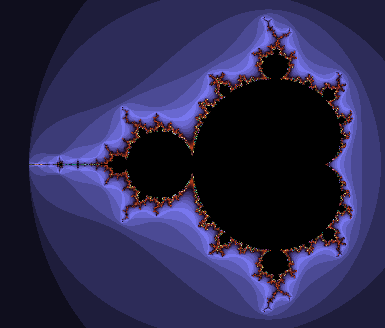
Mandelbrotfractal

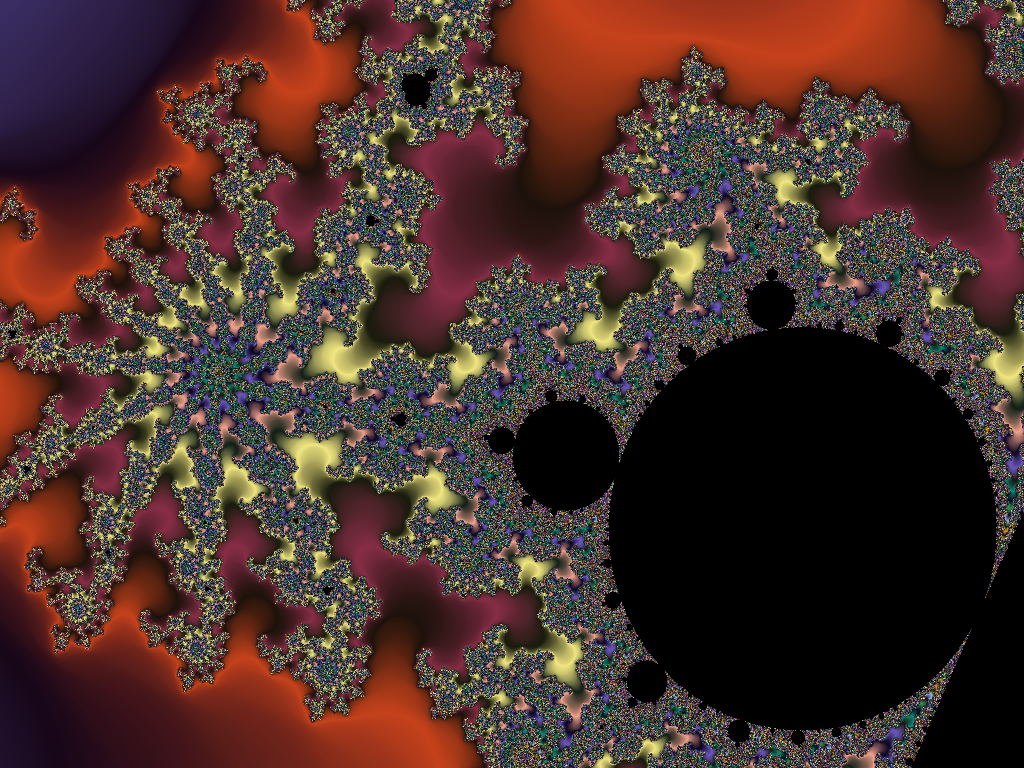
Mandelbrotfractal, 75 keer vergroot

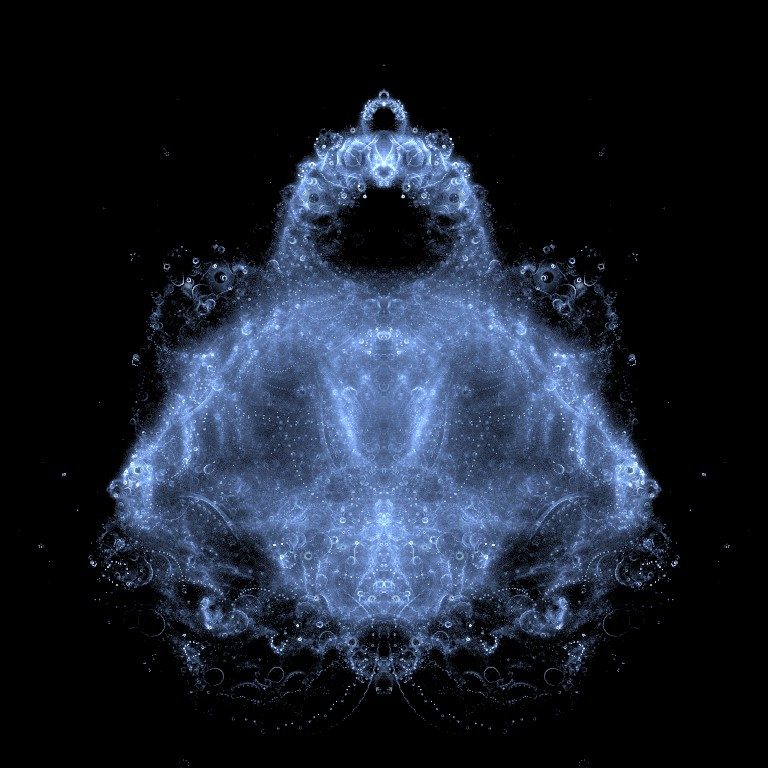
De Buddhabrot is een speciale versie van de Mandelbrotverzameling, welke na rotatie met 90 graden een zekere gelijkenis vertoont met Boeddha

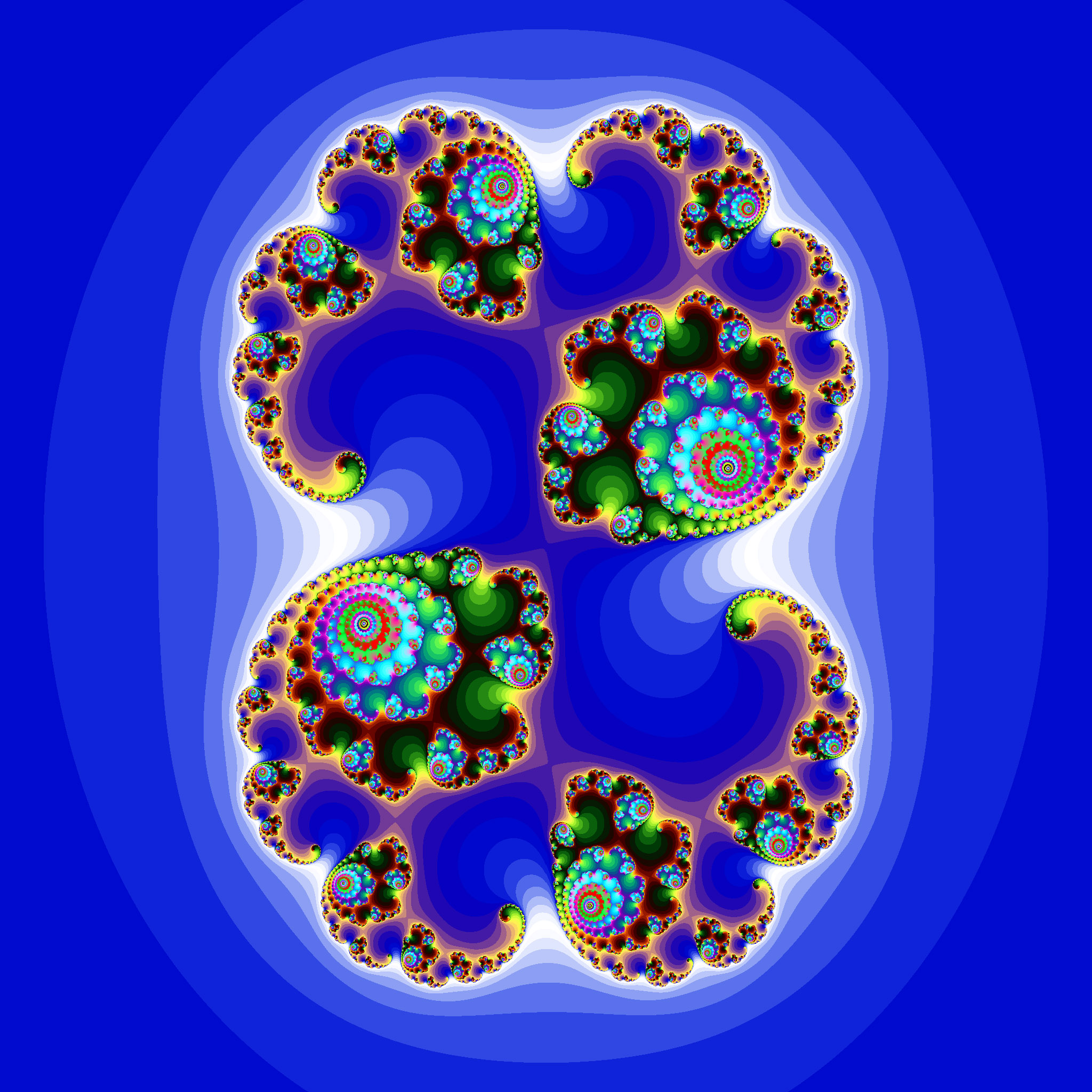
Juliaverzameling

Een fractal, soms ook fractaal genoemd, is een meetkundige figuur die zelfgelijkend is, dat wil zeggen opgebouwd is uit delen die min of meer gelijkvormig zijn met de figuur zelf. Fractals hebben een oneindige hoeveelheid details, en bij sommige fractals komen motieven voor die zich op steeds kleinere schaal herhalen. Doorgaans kunnen fractals gegenereerd worden door het herhaald toepassen van een bepaalde bewerking. De term fractal werd geïntroduceerd in 1975 door Benoît Mandelbrot en is afgeleid van het Latijnse fractus (gebroken). 
Wiskundige objecten met fractale eigenschappen werden eind 19e en begin 20e eeuw ontdekt door wiskundigen als Karl Weierstrass, Helge von Koch, Georg Cantor, Henri Poincaré en Gaston Julia. De fractalmeetkunde is de tak van wiskunde die zich bezighoudt met de eigenschappen van fractals. Het is een aanvulling op de klassieke meetkunde, met toepassingen in wetenschap, technologie en computerkunst. 
De bekendste fractals zijn de mandelbrotverzameling en de juliaverzameling.

## Fractale dimensie
In de gewone meetkunde is een rechte lijn eendimensionaal, een vlak tweedimensionaal en een ruimtelijke vorm driedimensionaal. Voor fractals kan de dimensie niet zo eenvoudig aangegeven worden. Bij het iteratieve proces waarbij een lijnenfiguur een fractal benadert, kan soms een tweedimensionaal gebied geheel gevuld worden, en benadert de eendimensionale vorm een tweedimensionale. Mandelbrot gebruikte het gegeneraliseerde dimensiebegrip volgens Hausdorff en constateerde dat de meeste fractals een niet-geheeltallige dimensie hebben, die fractale dimensie wordt genoemd. Dat leidde tot de definitie:
Een fractal is een verzameling waarvan de hausdorff-dimensie groter is dan de lebesgue-overdekkingsdimensie.
Elke verzameling met een niet-geheeltallige dimensie is dus een fractal. Het omgekeerde geldt echter niet: er zijn ook fractals met geheeltallige dimensie, zoals de brownse beweging.

## Dimensies meten
De dimensionaliteit van sommige figuren is zo voor de hand liggend dat het niet nodig lijkt een methode bij de hand te hebben om de dimensie te bepalen. Zo is een rechte lijn 'duidelijk' eendimensionaal en een plat vlak tweedimensionaal. We zouden dat – als er enige twijfel was – als volgt kunnen bepalen:
Beschouw een begrensd object. We kiezen een straal {\displaystyle R} en bepalen hoeveel bolletjes met straal {\displaystyle R} nodig zijn om het object volledig te overdekken. We kijken nu wat er gebeurt met het aantal benodigde bolletjes als we de straal kleiner maken. Als we een lijnstuk hebben en de straal halveren, dan hebben we twee keer zo veel bolletjes nodig. Voor een begrensd vlak hebben we vier keer zo veel bolletjes nodig (4=22). In het algemeen definiëren we, dat als we de straal door {\displaystyle S} delen het aantal benodigde bolletjes met {\displaystyle S^{d}} toeneemt, {\displaystyle d} de dimensionaliteit van het object is.
Voor lijnen en vlakken lijkt dit een wat flauw spelletje, maar niet als de verzameling punten op bijvoorbeeld een wolk of een kustlijn lijkt. In dat geval is het mogelijk verzamelingen te definiëren waarbij het aantal bolletjes toeneemt met een factor {\displaystyle S^{2{,}324}} of {\displaystyle S^{1{,}324}}. Dit soort figuren waarvoor de dimensie niet een geheel getal is, heten fractals.

## Toepassingen
De fractale wiskunde heeft in de jaren 1980 - 1990 een te grote populariteit onder wetenschappers gekend. Men meende overal en in alles fractals te onderkennen en deze wiskunde werd te pas en te onpas toegepast; zo zeer zelfs dat anno 2004 fractals een beetje in diskrediet zijn in de wetenschap. Dit is des te merkwaardiger omdat een fractal net als een bol of een driehoek een wiskundig begrip is dat noch waar noch onwaar is, maar gewoon bij definitie geschapen.
Toch zijn er diverse toepassingen van fractals die niet meer weg te denken zijn. De beschrijving van chaos bijvoorbeeld is ondenkbaar zonder de achtergrond van fractals. De poincaré-afbeelding van een chaotisch systeem vormt een fractal. Ook de karakterisatie van op het oog heel rommelige structuren, bijvoorbeeld deeltjes met een bijzonder ruw oppervlak of het karakteriseren van de bladvorm van varens of de takstructuur van  bomen maakt dankbaar gebruik van fractale wiskunde. Met behulp van strooiing bij kleine hoeken zowel van röntgen- als van neutronenstraling (SAXS  of SANS) kunnen fractale dimensies van bijvoorbeeld colloïdaal gesuspendeerde kleine deeltjes direct gemeten worden.

## Programma's
Er zijn vele programma's die plaatjes via fractalberekeningen kunnen maken. Door een kleur toe te kennen aan de waarde ontstaan zo plaatjes. Door binnen zo'n programma een klein deel uit te vergroten, is te zien dat een fractal steeds verder doorgerekend kan worden (afhankelijk van de beperkingen van het programma).

## Media

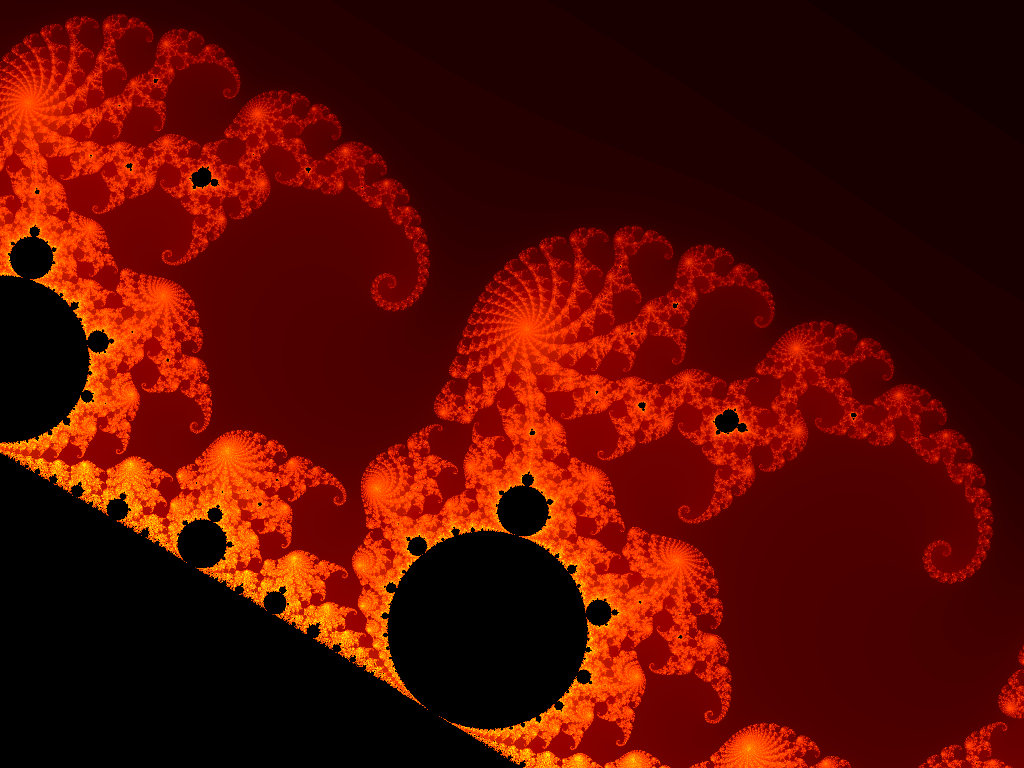
Ingezoomd op een deel van de Mandelbrotverzameling
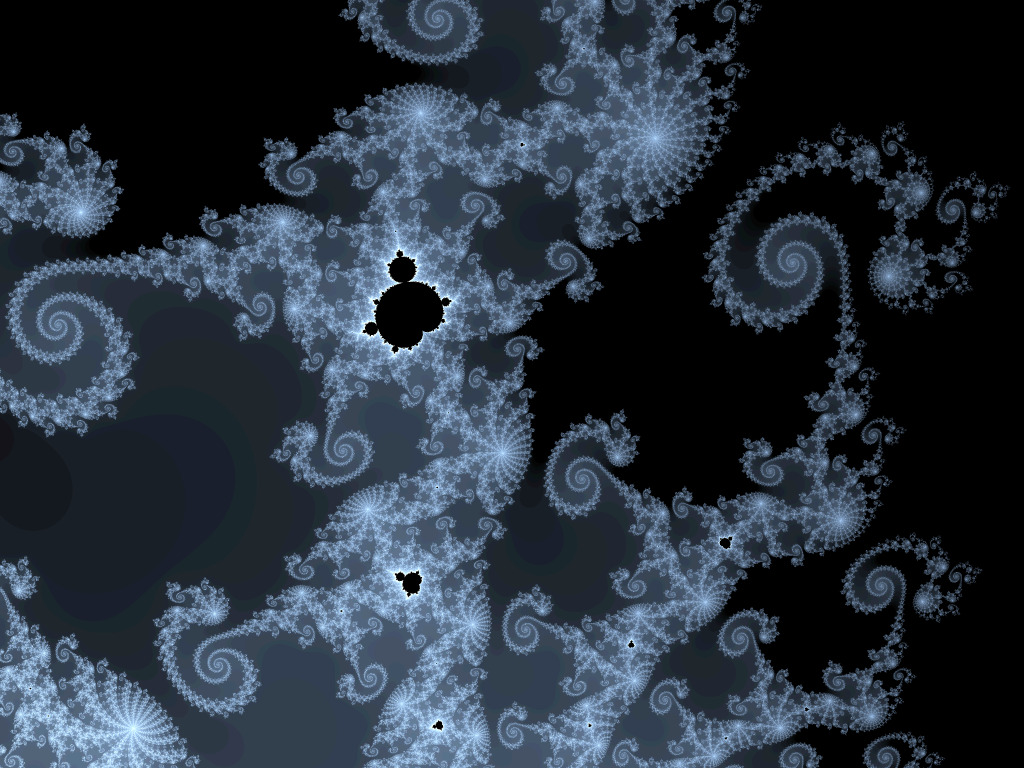
Ingezoomd op een deel van de Mandelbrotverzameling